# شیرپلام
شیرپلام (به انگلیسی: Sherpalam) یک منطقهٔ مسکونی در پاکستان است که در خیبر پختونخوا واقع شده‌است.